# Française de mécanique
Française de mécanique, puis Stellantis Douvrin, est une entreprise spécialisée dans la production en grande série de moteurs pour l'automobile, filiale du groupe automobile Stellantis. Créée en 1969 par Renault et Peugeot, qui détenaient chacun 50 % de la société, elle est depuis 2013 une filiale à 100 % du Groupe PSA, devenu Stellantis en 2019. 
La production de la Française de mécanique représente près de 5 % de la production mondiale de moteurs pour véhicules légers, toutes marques confondues, soit près de 1,6 million de moteurs en 2006. Les activités de l’entreprise regroupent près de 3 050 personnes dont 140 alternants sur 150 hectares dans le Pas-de-Calais, sur la Zone industrielle régionale Artois-Flandres.

## Historique
En 1969, la Régie Nationale des Usines Renault et la Société des Automobiles Peugeot, qui ont décidé de s'associer pour produire des organes en commun, choisissent Douvrin pour y implanter un site de production de moteurs. Objectif annoncé : 6 000 moteurs par jour. En 1971, l'activité de fonderie est démarrée. L'année suivante, tous les moyens d'usinage et d'assemblage sont en place pour donner naissance au premier moteur de l'histoire de la Française de Mécanique, le moteur X, commun à Renault et Peugeot produit jusqu'à 1987; le site compte déjà 1 000 salariés.

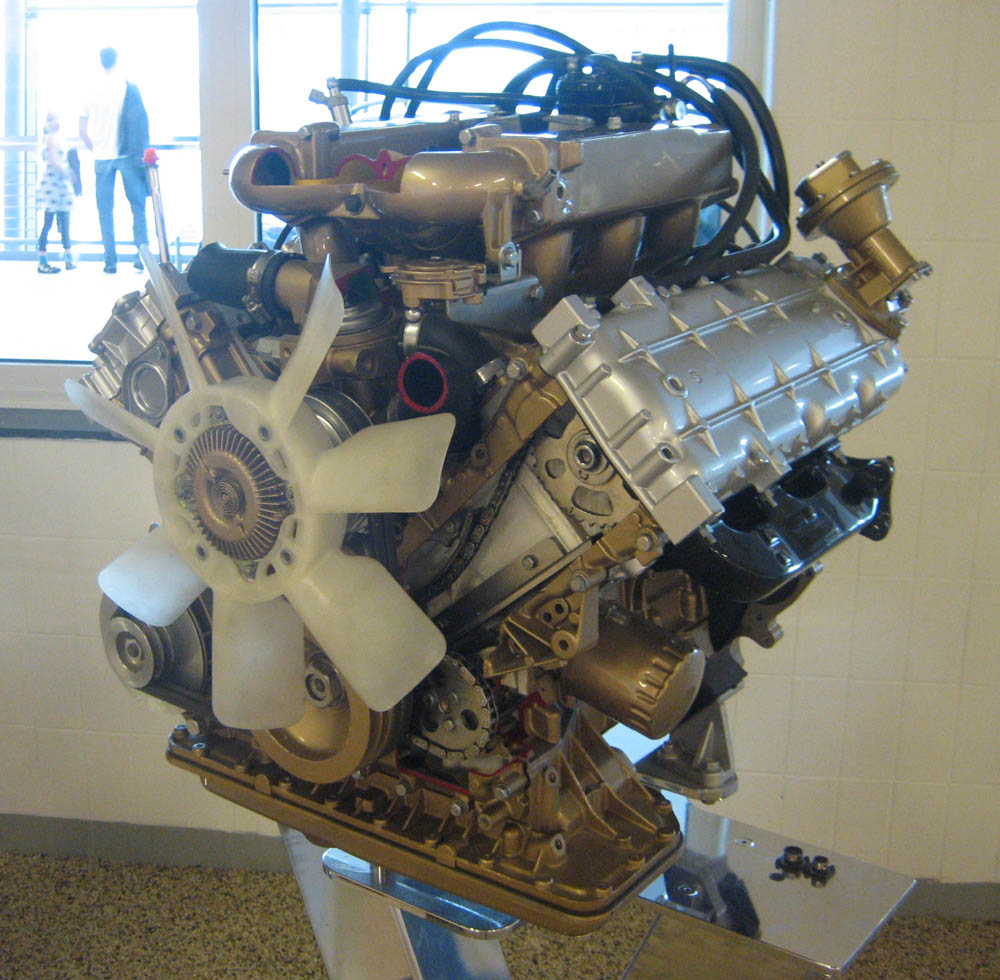
moteur V6 PRV

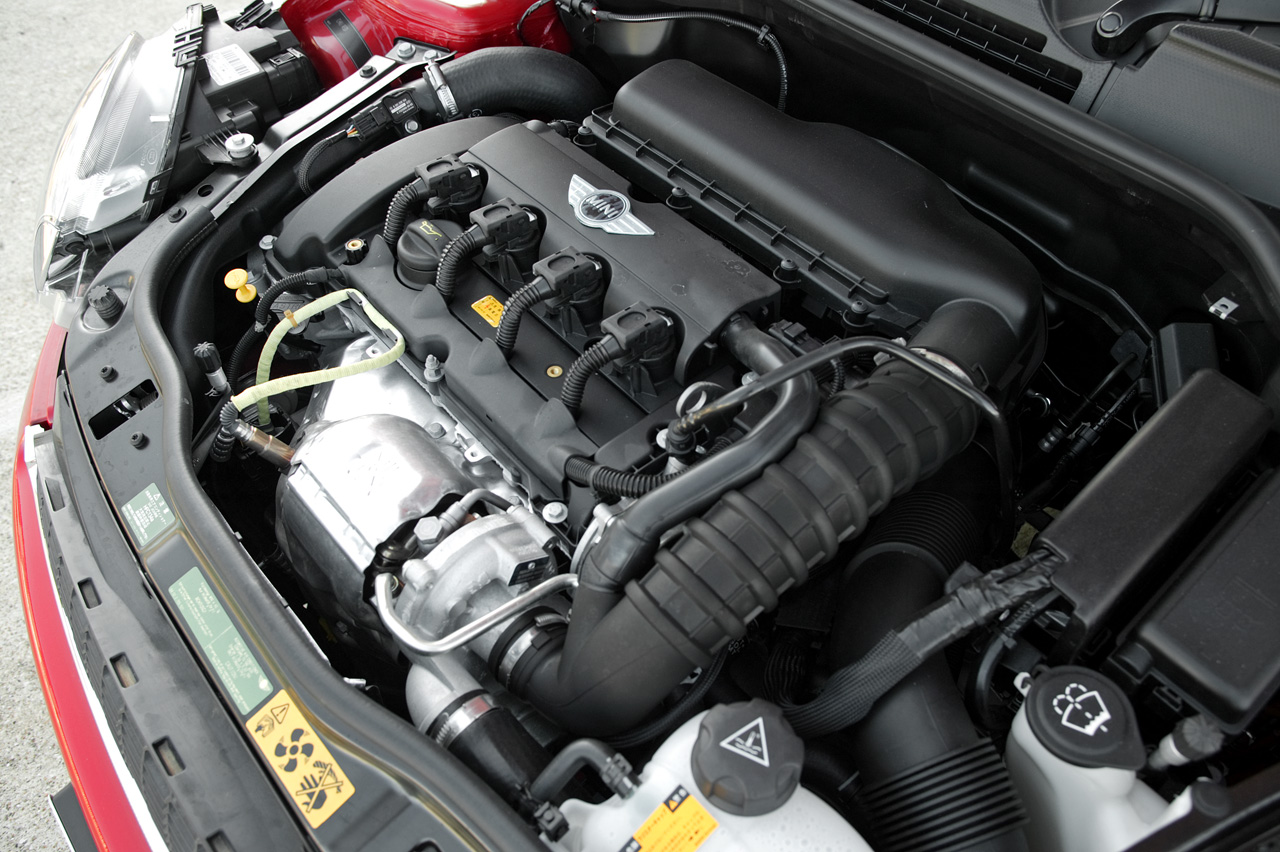
Moteur EP 1,6 L 175 ch d'une Mini Cooper S 2006-2010

En 1974, l'entreprise lance le moteur V6 PRV, Peugeot - Renault  - Volvo produit jusqu'à 1998.
Trois ans après, c'est au tour du moteur Douvrin, Peugeot - Renault, produit de 1977 à fin 1996 en versions essence et diesel, d'être dévoilé.
En 1986, le moteur TU, PSA Peugeot Citroën est lancé avec un bloc aluminium devant remplacer le « moteur X », ainsi que le « Moteur Poissy » d'origine Simca-Talbot. Viendra ensuite le lancement d'une version avec un bloc en fonte non chemisé: le moteur TUF, PSA Peugeot Citroën en 1990, puis des moteurs D Renault (1.0 à 1.2 litres essence, de 54 à 103 ch) et V6 ESL, Renault - PSA Peugeot Citroën en 1996

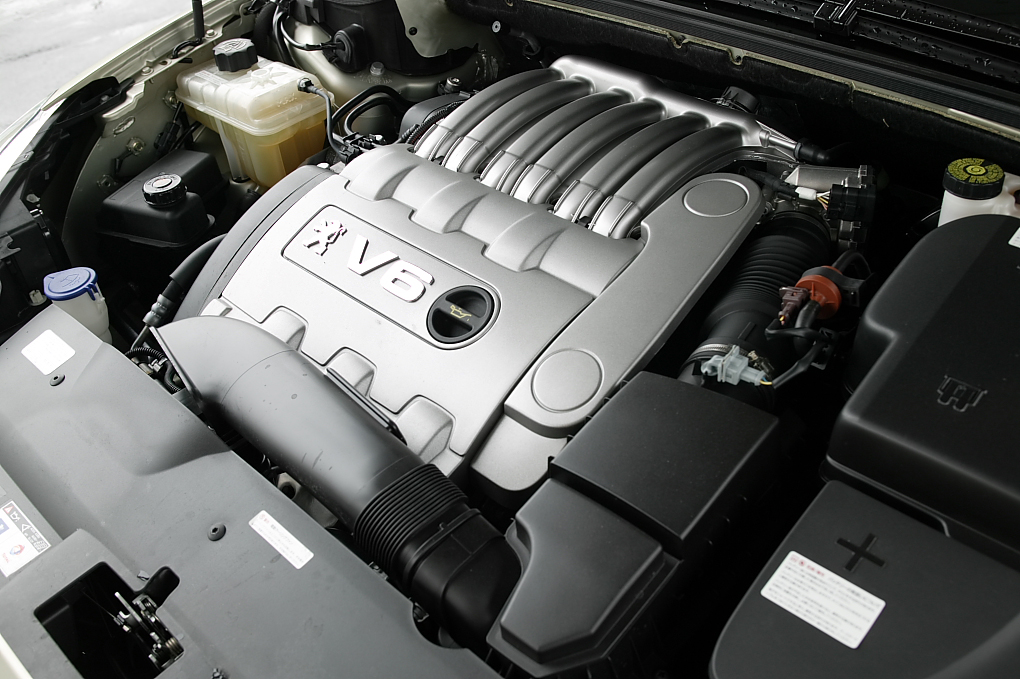
Moteur V6 ES9/A 155 kW (211ch CEE) sur Peugeot 407 2004-2009

En 2001, la Française de mécanique lance le moteur DV diesel, PSA Peugeot Citroën - Ford. Deux ans plus tard, en 2003, l'activité de fonderie ferme.
En 2006, l'entreprise lance le moteur EP, PSA Peugeot Citroën - BMW, autrement appelé « Prince » puis la variante à 200 chevaux du moteur EP en 2010. La collaboration, qui courait jusqu'en 2016, n'a pas été reconduite, les projets d'alliance entre PSA et General Motors ayant conduit BMW à développer ses propres moteurs en interne. 
En 2012, la Française de mécanique lance le moteur EB 1,2 L 3-cylindres turbo (EB2DT).
En avril 2010, PSA a annoncé le lancement pour 2013 d'un dérivé turbo plus puissant des trois-cylindres atmosphériques EB0 et EB2 (lancés à Tremery en 2012) d'une puissance de 110 (EB2DT) à 130 chevaux (EB2DTS). Cette fabrication doit représenter 360 emplois pour 320 000 exemplaires annuels grâce à un investissement de 175 millions d'euros.
En juin 2018, le groupe PSA décide de porter de 200 000 à 350 000 le nombre de moteurs essence produits pour s'adapter à la décroissance des motorisations Diesel. Pour l'année 2018, la production totale est prévue entre 800 000 et 900 000 moteurs, le double de 2016 (400 000 moteurs trois-cylindres essence 1,2 litre turbo, 350 000 quatre cylindres essence 1,6 litre turbo et 350 000 blocs quatre-cylindres Diesel 1,5 litre BlueHDI), alors que Renault devait arrêter la production de son dernier moteur à Douvrin fin 2019.
En février 2021, la direction de l’usine annonce que le moteur essence EP de troisième génération (gamme Puretech) ne sera plus produit à Douvrin, mais à l'usine Stellantis de Szentgotthard, en Hongrie, sur un site d'Opel. Selon les syndicats, il ne resterait donc que la production du DV-R, un moteur Diesel qui sera stoppé à partir de 2022. Le site de Douvrin accueille une nouvelle usine de production de batteries de voitures électriques qui est inaugurée le 30 mai 2023, détenue à parts égales par Stellantis et la Société des Accumulateurs Fixes et de Traction, une filiale du groupe français Total. Ce site participe à l'émergence d'une « vallée de la batterie » dans la région.

## Production
- Moteur X essence de 954 à 1 360 cm3
  - Peugeot 104 (1972-88), 205 (1983-87)
  - Renault 14 (1976–83)
  - Citroën Visa (1978–88), C15 (1986-88), LNA (1983-86), BX 11 et 14 (1982-1988)
  - Talbot Samba (1981-86)

- Moteur Douvrin
  - Renault 18, 20, 21, 25, 30, Safrane phase I, Fuego, Espace I et II, Trafic et Master;
  - Citroën CX Reflex et Athena;
  - Peugeot 505 TI, STI et GTI (2 litres puis 2,2 litres) ;
  - Jeep Cherokee XJ phase 1 de 1984 à 1992 (2,1 L Turbo-Diesel)

- Moteur TU-TUD, dont la cylindrée va de 954 à 1 587 cm3 et qui équipe :
  - Citroën AX, BX, Saxo, C2, C3, C4, Berlingo, Nemo et Xsara Picasso ;
  - Peugeot 106, 205, 306, 1007, 206, 206+, 207, 307, 308, 309, 405, Bipper et Partner ;
  - Fiat Qubo & Fiorino III.

- Moteur D, en version essence, de 1 149 cm3, qui équipe :
  - Renault Twingo I (à partir de 1996), Clio I (phase 3), Kangoo, Clio II, Clio III, Twingo II, et Clio IV ;
  - Dacia Sandero et Logan ;

- Moteur DV, Diesel de 1 398 cm3, qui équipe :
  - Peugeot 107, 1007, 206 et 206+, 207, 208, 307, 308 et Bipper ;
  - Citroën C1, C2, C3, C3 Pluriel et Nemo ;
  - Ford Fusion, Ford Figo, Ford Fiesta MkV
  - Suzuki Liana
  - Toyota Aygo (2005-11).

- Moteur EP "Prince", de 1397 ou 1 598 cm3, en version atmosphérique (VTi chez PSA) et turbo (THP chez PSA) qui équipe :
  - Citroën C3 Picasso (2008 - 2015), Citroën DS3, Citroën DS4, C4 berlines et Picasso, 2012–2018 DS 5
  - Peugeot 207 (2006-14), 308 (308 CC jusqu'à 2015), 3008 I, 3008 II boite auto, Peugeot 408 Sport, 5008 I, 5008 II 1.6l, RCZ (2009-15) ;
  - Mini One 1.4l (2006-2014), Mini Countryman (2010-17), Mini Cooper (2007–2010) moteur N12, Mini JCW Cooper (2009–2013) moteur N14, Mini Cooper (2011–2013) moteur N16, Mini Cooper-S (2011–2013) moteur N18.
  - BMW Série 1 F20 (2011-15), BMW série 3 F30/31 (2011-15) moteur N13B16
  - Saab PhoeniX

- Moteur EB Turbo PureTech, en version essence, de 1 199 cm3.